# Discobola taivanella
Discobola taivanella är en tvåvingeart som först beskrevs av Alexander 1930.  Discobola taivanella ingår i släktet Discobola och familjen småharkrankar. Inga underarter finns listade i Catalogue of Life.